# داسو اویاسیون

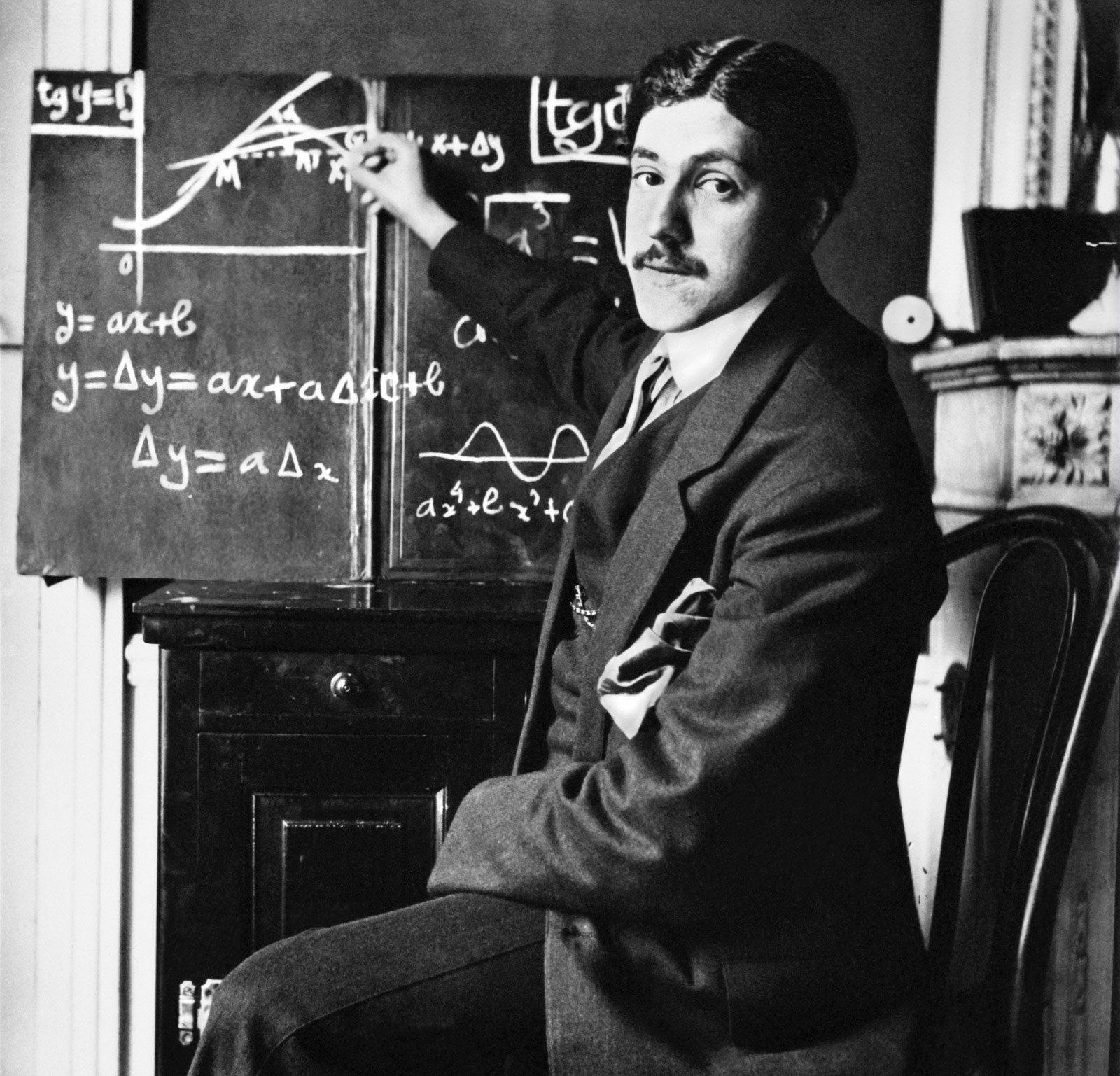
مارسل داسو در سال ۱۹۱۵

گروه هوانوردی داسو (به فرانسوی: Dassault Aviation) یک شرکت هواپیماسازی فرانسوی تولیدکننده هواپیماهای نظامی و هواپیماهای جت سفارشی و شخصی است که از زیرمجموعه‌های گروه صنعتی داسو محسوب می‌شود. مارسل داسو مهندس فرانسوی و از مخترعان علمی هواپیما در سال ۱۹۲۹ این شرکت هواپیماسازی را تأسیس کرد. داسو تنها شرکت هوانوردی دنیاست که هنوز در مالکیت خانواده بنیانگذار آن قرار دارد و نام آن‌ها هنوز بر روی آن مانده‌است. دفتر مرکزی شرکت داسو در پاریس پایتخت فرانسه قرار دارد و در بیش از ۸۳ کشور دنیا فعالیت تجاری دارد. حدود ۱۱۶۰۰ کارمند در گروه هوانوردی داسو مشغول به کار هستند که ۹۰۰۰ نفر آن در کارخانجات و دفاتر این شرکت در فرانسه کار می‌کنند.بیش از  ۴۰ درصد سهام این شرکت و بیش از ۶۰ درصد حق رای شرکت در دست دولت فرانسه می باشد
از معروفترین تولیدات این شرکت هواپیماهای جنگنده سری میراژ از جمله میراژ ۳، میراژ اف۱ و میراژ-۲۰۰۰، جنگنده چند منظوره داسو رافال، جنگنده ضربتی سوپر اتاندارد و جت‌های تجاری سری فالکن از جمله داسو فالکون ۱۰ , داسو فالکون ۲۰ , داسو فالکون ۵۰ , داسو فالکون ۹۰۰ , داسو فالکون ۲۰۰۰ , داسو فالکون ۷ایکس هستند.